# وانگایندرانو
وانگایندرانو (به لاتین: Vangaindrano) یک منطقهٔ مسکونی در ماداگاسکار است که در ونگایندرانو واقع شده‌است. وانگایندرانو ۵۶ کیلومتر مربع مساحت و ۳۸٬۵۳۷ نفر جمعیت دارد و ۹ متر بالاتر از سطح دریا واقع شده‌است.